# Бурые перепела
Бурые перепела (лат. Synoicus) — род фазановых птиц из трибы Coturnicini подсемейства фазанов (Phasianinae).
Представители рода распространены по всей Чёрной Африке, тропической Азии и Австралазии. Роды Excalfactoria и Anurophasis синонимичны Synoicus; три вида Synoicus в тот или иной момент классифицировались в роде Coturnix (собственно перепела). Современные филогенетические анализы позволяют сгруппировать четыре родственных друг друга вида перепелов в роде Synoicus. 

## Классификация
Международный союз орнитологов относит к роду 4 вида:
| Виды                                                 | Виды        | Виды | Виды                               |
| Название                                             | Иллюстрация | Распространение | Охранный статус                    |
| ---------------------------------------------------- | ----------- | --- | ---------------------------------- |
| Бурый перепел (Synoicus ypsilophorus)                |             | Материковая часть Австралии, Тасмания и Папуа — Новая Гвинея; вид интродуцирован в Новую Зеландию и Фиджи.                                        | Вид вне опасности                  |
| Новогвинейский горный перепел (Synoicus monorthonyx) |             | Судирман и горы Стар, Западное Папуа (Индонезия) и Папуа — Новая Гвинея.                                                                          | Вид, близкий к уязвимому положению |
| Расписной перепел (Synoicus chinensis)               |             | Индостан, Мьянма, Таиланд, Тайвань, Китай, Борнео, Никобарские острова, Филиппины, Ява, Ломбок, Флорес, Тимор, Суматра, Новая Гвинея и Австралия. | Вид вне опасности                  |
| Synoicus adansonii                                   |             | Чёрная Африка, от Замбии на севере до Эфиопии на юге и Сьерра-Леоне на западе.                                                                    | Вид вне опасности                  |